# Silberkugel

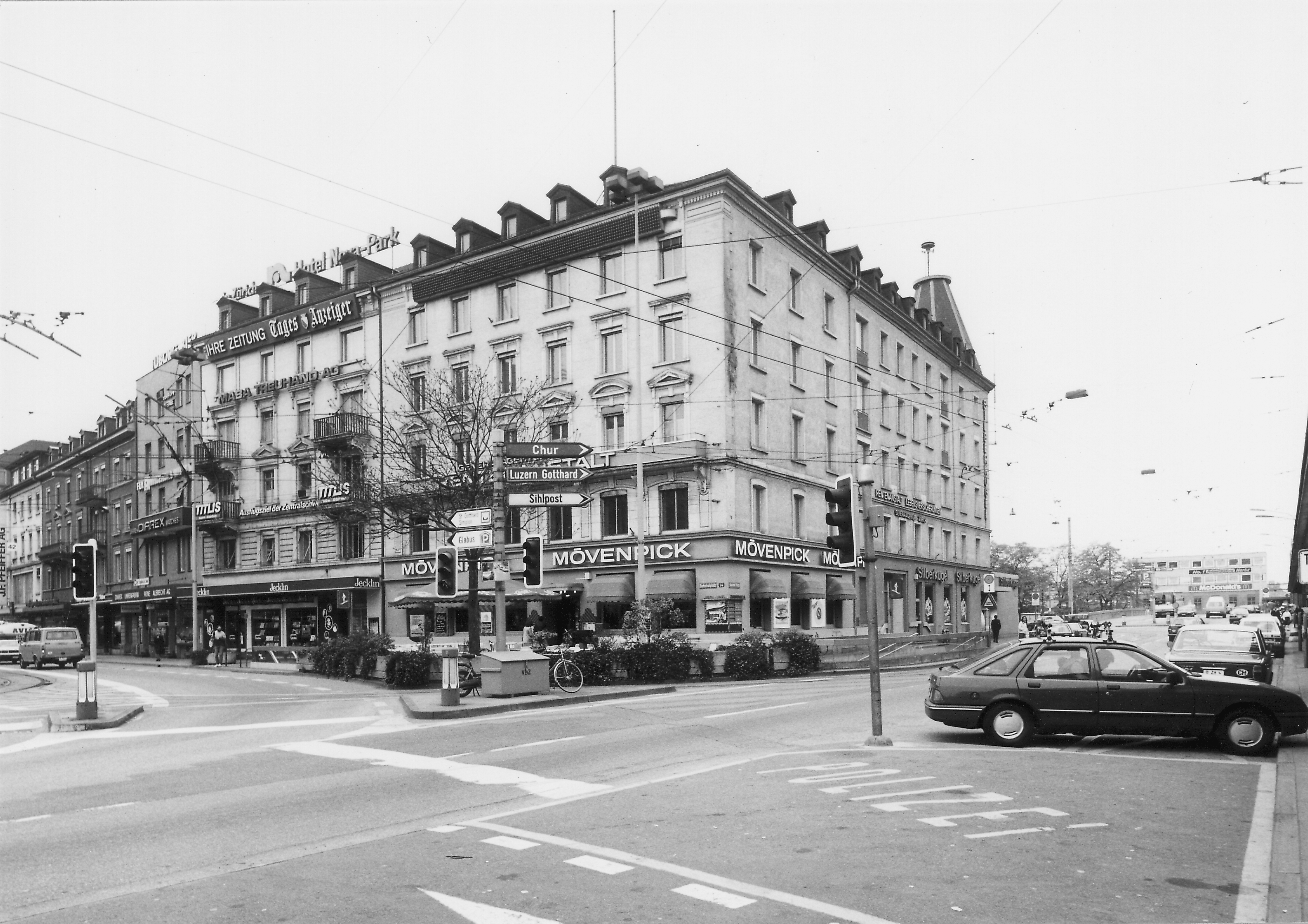
Silberkugel im Erdgeschoss am Bahnhofplatz in Zürich, 1985

Die Silberkugel ist eine Schweizer Schnellrestaurantkette mit Sitz in Zürich. Sie wurde 1962 als Teil der Mövenpick-Gruppe gegründet und ist für ihre Diner-Atmosphäre, schnelle Küche und ihr Retrodesign bekannt. Die Marke trug zur Entwicklung der urbanen Schnellgastronomie in der Schweiz bei und betreibt heute noch zwei Standorte in Zürich.

## Geschichte
Die Silberkugel wurde im Jahr 1962 von Ueli Prager, dem Gründer der Mövenpick-Gruppe, ins Leben gerufen. Die erste Filiale eröffnete an der Zürcher Löwenstrasse, orientierte sich stark an amerikanischen Fast-Food-Ketten und bot preiswerte Schnellgerichte für ein breites Publikum. Das Ambiente war an klassische US-Diners angelehnt – mit verchromten Möbeln, runden Sitznischen und einem klar strukturierten Self-Service-System. Bis Mitte der 1990er-Jahre betrieb die Kette rund 30 Filialen in der gesamten Schweiz. In den späten 1990er-Jahren begann die Silberkugel, sich aufgrund zunehmender Konkurrenz durch internationale Fast-Food-Ketten und veränderter Konsumgewohnheiten zurückzuziehen. 1995 trennte sich Mövenpick von der Marke und einige Filialen wurden in das neue Konzept Cindy’s Diner integriert. Trotz dieser Umstrukturierungen überlebte die Marke Silberkugel in Zürich. Heute existieren dort noch zwei Standorte der Silberkugel – am Bleicherweg und in Oerlikon – die weiterhin das ursprüngliche Design und Konzept bewahren.

## Unternehmen
Silberkugel agiert heute als eigenständiges Unternehmen. Die Kette setzt auf ein traditionelles, lokal geprägtes Profil und unterscheidet sich damit von internationalen Fast-Food-Marken. Das Retro-Design ist nach wie vor ein markantes Merkmal, das an die frühen Jahre des Unternehmens erinnert. Mit der klassischen Gestaltung der Innenräume und einer Stammkundschaft ist die Silberkugel Bestandteil der Zürcher Gastronomieszene. Die Silberkugel repräsentiert eine Ära, in der schnelles Essen mit Qualität, Stil und persönlichem Service kombiniert wurde. Zu den angebotenen Gerichten zählen Hamburger mit regionaler Prägung.